# Korenok, Hluhiv
Korenok (în ucraineană Кореньок) este un sat în comuna Suhodil din raionul Hluhiv, regiunea Sumî, Ucraina.

## Demografie
Componența lingvistică a localității Korenok
     Rusă (95,57%)
     Ucraineană (4,43%)
Conform recensământului din 2001, majoritatea populației localității Korenok era vorbitoare de rusă (95,57%), existând în minoritate și vorbitori de ucraineană (4,43%).